# Astiphromma mandibulare
Astiphromma mandibulare är en stekelart som först beskrevs av Thomson 1886.  Astiphromma mandibulare ingår i släktet Astiphromma och familjen brokparasitsteklar. Arten är reproducerande i Sverige. Inga underarter finns listade.